# Gibbon (Minnesota)
Gibbon és una població dels Estats Units a l'estat de Minnesota. Segons el cens del 2000 tenia 808 habitants.

## Demografia
Segons el cens del 2000, Gibbon tenia 808 habitants, 364 habitatges, i 227 famílies. La densitat de població era de 350,5 habitants per km².
Dels 364 habitatges en un 25,5% hi vivien nens de menys de 18 anys, en un 54,1% hi vivien parelles casades, en un 5,2% dones solteres, i en un 37,6% no eren unitats familiars. En el 34,3% dels habitatges hi vivien persones soles el 20,6% de les quals corresponia a persones de 65 anys o més que vivien soles. El nombre mitjà de persones vivint en cada habitatge era de 2,22 i el nombre mitjà de persones que vivien en cada família era de 2,88.
Per edats la població es repartia de la següent manera: un 24,3% tenia menys de 18 anys, un 5,9% entre 18 i 24, un 23,5% entre 25 i 44, un 19,4% de 45 a 60 i un 26,9% 65 anys o més.
L'edat mediana era de 43 anys. Per cada 100 dones de 18 o més anys hi havia 102 homes.
La renda mediana per habitatge era de 33.816 $ i la renda mediana per família de 38.977 $. Els homes tenien una renda mediana de 30.625 $ mentre que les dones 22.019 $. La renda per capita de la població era de 17.897 $. Entorn del 3,6% de les famílies i el 7,4% de la població estaven per davall del llindar de pobresa.

## Poblacions més properes
El següent diagrama mostra les poblacions més properes.